# 佐藤晴香
佐藤 晴香（さとう はるか、7月31日 - ）は、日本の元女性声優。福岡県出身。以前はぷろだくしょんバオバブに所属していた。バオバブを退所して以降は以前の持ち役を降板し、芸能界から引退した。

## 出演

### テレビアニメ
2013年
- 黒魔女さんが通る!!（如月星羅）

### 吹き替え
2012年
- 忍者ハットリくん（河合夢子〈初代〉、紺カツ子）

2013年
- うさぎのモフィ（モフィ）